# Репаблік (Мічиган)
Репаблік (англ. Republic) — переписна місцевість (CDP) в США, в окрузі Маркетт штату Мічиган. Населення — 470 осіб (2020).

## Географія
Репаблік розташований за координатами 46°24′31″ пн. ш. 87°59′17″ зх. д. / 46.40861° пн. ш. 87.98806° зх. д. (46.408561, -87.988013).  За даними Бюро перепису населення США в 2010 році переписна місцевість мала площу 10,19 км², з яких 9,37 км² — суходіл та 0,82 км² — водойми.

## Демографія
Згідно з переписом 2010 року, у переписній місцевості мешкало 570 осіб у 271 домогосподарстві у складі 163 родин. Густота населення становила 56 осіб/км².  Було 352 помешкання (35/км²).
Расовий склад населення:
| - 97,7 % — білих - 0,7 % — корінних американців - 0,5 % — чорних або афроамериканців - 0,2 % — азіатів |

До двох чи більше рас належало 0,7 %. Частка іспаномовних становила 0,2 % від усіх жителів.
За віковим діапазоном населення розподілялося таким чином: 19,1 % — особи молодші 18 років, 55,5 % — особи у віці 18—64 років, 25,4 % — особи у віці 65 років та старші. Медіана віку мешканця становила 50,0 року. На 100 осіб жіночої статі у переписній місцевості припадало 94,5 чоловіків;  на 100 жінок у віці від 18 років та старших — 95,3 чоловіків також старших 18 років.
Середній дохід на одне домашнє господарство  становив 36 117 доларів США (медіана — 25 114), а середній дохід на одну сім'ю — 53 636 доларів (медіана — 55 417). За межею бідності перебувало 24,4 % осіб, у тому числі 27,6 % дітей у віці до 18 років та 17,3 % осіб у віці 65 років та старших.
Цивільне працевлаштоване населення становило 123 особи. Основні галузі зайнятості: освіта, охорона здоров'я та соціальна допомога — 22,8 %, сільське господарство, лісництво, риболовля — 14,6 %, виробництво — 11,4 %, науковці, спеціалісти, менеджери — 10,6 %.